# Amanda Burton
Irene Amanda Burton (Londonderry, 10 de outubro de 1956) é uma atriz britânica. Seus papéis mais conhecidos na televisão incluem Brookside (1982–1986), Peak Practice (1993–1995), Silent Witness (1996–2004, 2021–presente), The Commander (2003–2008), Waterloo Road (2010–2011) e Marcella (2020).